# Delias candida
Delias candida is een vlindersoort uit de familie van de Pieridae (witjes), onderfamilie Pierinae.
Delias candida werd in 1865 beschreven door van Vollenhoven.